# Batalla de los Corrales Viejos
La Batalla de los Corrales Viejos (ciudad de Buenos Aires, 22 de junio de 1880) fue el último combate de las guerras civiles argentinas, en el marco de la Revolución de 1880. La victoria de las fuerzas nacionales obligó a los rebeldes de la provincia de Buenos Aires a aceptar las imposiciones del gobierno nacional.

## Antecedentes
Las guerras civiles argentinas, iniciadas en 1814, sacudieron periódicamente al país durante dos tercios del siglo XIX. Las causas principales estuvieron centradas en la oposición de las provincias interiores a las posturas políticas y económicas de la ciudad y provincia de Buenos Aires, y a su pretensión de dominarlas de distintas formas. La victoria de Buenos Aires en 1861 inició la rápida decadencia del partido federal, que fue completamente vencido en unos doce años.
Quedaba aún por resolver el estatus legal de la capital de la Nación: la Constitución Argentina de 1853 obligaba a federalizar el territorio de la ciudad que se nombrara capital del país. Varios proyectos de trasladar la capital a ciudades del interior del país —Rosario, Villa María— habían sido ya desechados, y la ciudad de Buenos Aires seguía siendo capital tanto de la Nación como de la Provincia, sin federalizar su territorio. A través de esta indefinición, la provincia de Buenos Aires lograba presionar activamente al gobierno nacional, especialmente desde 1868 en adelante, cuando comenzó a recaer en personajes provincianos. El Partido Autonomista Nacional, organizado para resistir esas presiones, logró una completa victoria en 1874, pero el nuevo presidente Nicolás Avellaneda no logró imponer la solución deseada a la rebelde provincia a lo largo de su gobierno.
Una de las razones más poderosas para la continuación de esa situación anómala fue la capacidad del gobierno provincial para convocar y armar sus poderosas milicias, que se consideraban suficientes para oponerse al Ejército nacional. Cuando el candidato oficialista Julio Argentino Roca, provinciano también, fue elegido con el apoyo de los gobernadores del interior, el gobernador Carlos Tejedor se lanzó a la revolución y armó sus milicias antes de la asunción de Roca.
El presidente Avellaneda abandonó la ciudad y declaró capital provisional al vecino pueblo de Belgrano, hoy un barrio de la capital. Rodeó la ciudad de Buenos Aires con divisiones del Ejército nacional traídas de las provincias interiores y de la frontera con los indios del sur, y lanzó a sus fuerzas al ataque.
La batalla de Olivera fue un fracaso de las fuerzas nacionales, que no pudieron impedir el ingreso a la capital de las milicias del interior de la provincia, al mando de José Inocencio Arias. La siguiente batalla, en Barracas, tampoco fue una clara victoria táctica de los nacionales, pero encerró a los porteños en el interior de la ciudad. Al día siguiente, la batalla de Puente Alsina permitió a los nacionales ocupar los puentes sobre el Riachuelo, ocupando todos los accesos a la ciudad. Las fuerzas porteñas se concentraron en la Meseta de los Corrales Viejos —es decir, los barrios altos al norte del Riachuelo— y los nacionales decidieron atacar a estas fuerzas antes de ocupar militarmente el centro de la ciudad.

## La batalla
Las fuerzas nacionales estaban concentradas en el antiguo matadero de la ciudad, con sus galpones y corrales, unido por la calle Rioja con la plaza Miserere, donde se encontraba el comando militar porteño. Los corrales estaban ubicados en una posición algunos metros más alta que el resto de la zona, lo que permitía controlar los accesos. El general nacional Levalle, que había luchado en Barracas, se lanzó al ataque contra esas posiciones al saber que las tropas de Eduardo Racedo había ocupado Puente Alsina y que las fuerzas porteñas de José Inocencio Arias se replegaban a la ciudad. Al frente de las fuerzas bonaerenses en los Corrales se encontraba el coronel Hilario Lagos (hijo), y fue reforzado con cadetes de la Escuela Naval, cuatro batallones de infantería y las tropas de caballería que Arias había enviado desde Puente Alsina.
Al acercarse las tropas nacionales, la artillería y fusilería de Lagos barrieron desde la altura a las fuerzas atacantes, que cargaron en tres oportunidades pero fueron rechazadas con importantes pérdidas. En la esquina de Rioja y Caseros, donde se encontraba el edificio de la Comisaría de los Corrales, se produjeron los choques más violentos.
Solo después de incorporar a sus fuerzas la artillería nacional, Levalle obligó a Lagos a replegar su propia artillería, con lo que los defensores comenzaron a sufrir gran cantidad de bajas. Lagos afirmó más tarde que había logrado sostener sus posiciones, lo cual es parcialmente cierto: no había sido obligado a abandonarlas, pero se había replegado sobre los galpones y la comisaría de los Corrales. A las 14 horas, Lagos recibió la orden de replegarse hacia Plaza Miserere, operación que cumplió sin ser perseguido sino de lejos.
Las fuerzas porteñas quedaron centradas en los límites de la ciudad propiamente dicha, es decir del área densamente edificada. Si bien esas posiciones no volvieron a ser atacadas, la batalla no dejaba lugar a dudas de que los rebeldes estaban cediendo cada vez más posiciones: si había nuevos combates, estos serían en el interior de la ciudad, con los consiguientes daños para la población civil. Por otro lado, ambos bandos habían sufrido enorme cantidad de bajas, especialmente los porteños. Encerrados en su ciudad, sin posibilidad real de contraatacar, habiendo perdido buena parte de su armamento y sus municiones, su situación era sencillamente desesperada. La batalla de los Corrales Viejos confirmó esa sensación en ambas partes.
Al día siguiente, con buen criterio, los nacionales no intentaron volver a atacar a las posiciones porteñas, aunque el coronel Francisco Bosch logró cruzar una línea de tiradores con un tren durante la madrugada, y enseguida ocupar la Estación Constitución.

## El final de la última guerra civil
El 23 de junio, el gobernador nombró comandante en jefe de las fuerzas provinciales al expresidente Bartolomé Mitre, partidario evidente de los rebeldes pero que no se había comprometido hasta entonces. Éste se reunió con todos los jefes militares y con el gobernador, y al día siguiente comenzó a negociar con las fuerzas nacionales el fin de las hostilidades. Roca aceptó negociar un armisticio sin llamarlo rendición, pero en la práctica la ciudad rebelde se estaba rindiendo a discreción.
El 30 de junio, el gobernador Tejedor presentó su renuncia:

"El honor está salvado. pero era necesario salvar también las instituciones, por la guerra o por la paz… mi persona no será un inconveniente, había dicho siempre. He echado una mirada alrededor nuestro, y ahora estamos solos. Bloquea nuestro puerto una escuadra formada con nuestros propios tesoros para una guerra extranjera."

"Se trata, pues, de una guerra sin más allá. Os presento mi renuncia…"

Avellaneda no aceptó una solución a medias. Intervino la provincia de Buenos Aires y disolvió las milicias provinciales. Por una ley del 21 de septiembre de ese año, declaró a la ciudad de Buenos Aires capital de la Nación. Poco después de la asunción presidencial de Roca, la legislatura provincial aceptó la federalización de la ciudad, a pesar de la oposición de unos pocos diputados, entre ellos Leandro Alem.
Aún habría varias revoluciones en la Argentina, algunas de corte popular y otras cuyo origen sería puramente militar. Hasta finales del siglo XX, la violencia política renacería una y otra vez. Pero no serían guerras civiles, como las conoció el país hasta entonces, con operaciones territoriales que duraban, como mínimo, varias semanas. Y tampoco estuvo en cuestión la capital de la Nación, ni su preeminencia o no sobre el resto del país. Sus causas serían ideológicas, no geográficas. Y su desarrollo sería muy diferente.
La batalla de los Corrales Viejos fue la última batalla de las guerras civiles del siglo XIX, y no hubo más guerras civiles en la Argentina.